# Gordevio
Gordevio est une localité et une ancienne commune suisse du canton du Tessin.

## Géographie
Ce village du val Maggia est distant de 9 kilomètres de Locarno.